# Oscar Lucien Ono
Pour les articles homonymes, voir Ono.
Oscar Lucien Ono, né le 11 janvier 1976 est un décorateur, architecte d’intérieur et designer français.

## Biographie
Oscar Lucien Ono naît à Toulon le 11 janvier 1976. Il obtient un diplôme en histoire de l’art à Lyon puis une spécialité en art antique à l’École du Louvre.
Il s’installe à Paris en 2000 après avoir vécu à Londres. Il démarre alors une carrière dans la presse et la communication pour le groupe américain Ogilvy & Mather. Il lance son activité de décoration en 2003, à la suite de sa rencontre avec l’homme d’affaires et collectionneur d’art Bertrand Chevreux.
En 2014, il fonde le studio Maison Numéro 20, spécialisé en architecture intérieure et décoration.
Installé à Saint Germain des Prés, Oscar Lucien Ono exerce dans la haute décoration. Madame Figaro le signale en 2018 comme faisant partie d'une nouvelle vague de décorateurs.
En 2019, il remporte le prix de l’originalité lors de la cérémonie des Talents du Luxe et de la Création, une récompense attribuée par une Société par actions simplifiée française.

## Travaux
Ses réalisations concernent majoritairement l'hôtellerie quatre et cinq étoiles, comme les hôtels Le Derby Alma à Paris, Maison Nabis au cœur de Pigalle, Le refuge des Aiglons à Chamonix, ou encore l'hôtel Nest MGallery au cœur de La Défense. Il a également réalisé du résidentiel haut de gamme en France et à l'étranger. 
En 2019, il effectue la décoration du cabaret Paradis latin.

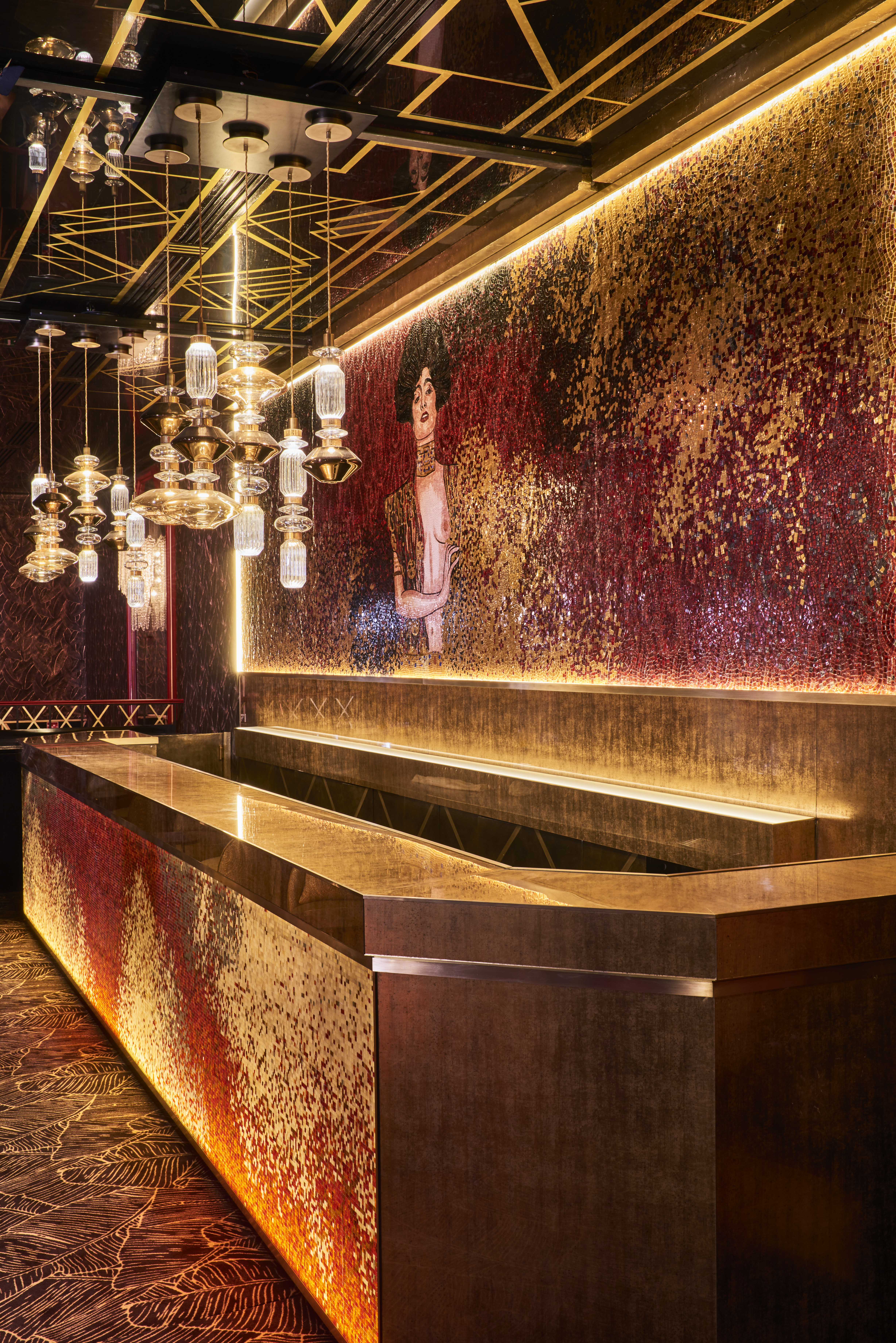
Bar du cabaret Le Paradis Latin à Paris, en 2019.

## Audiovisuel
De 2004 à 2014, il participe à plusieurs émissions de télévision en tant que chroniqueur déco. Dans l'émission Queer, cinq experts dans le vent sur TF1 en 2004, en 2009 dans l'émission Comme à Paris sur France 3 Paris Île de France[réf. nécessaire], ou bien aux côtés de Sandrine Quétier de 2013 à 2014 avec ses Carnets de tendances sur la chaîne Stylia. En 2022, il devient également chroniqueur dans l’émission Votre Maison, le mag aux côtés de Cécile de Ménibus sur la chaîne Maison&Travaux TV[source secondaire souhaitée].

## Ouvrage
- À l’école d’Oscar Ono, préfacé par le réalisateur espagnol Alejandro Amenábar, Éditions du Chêne, avril 2012, 184p  (ISBN 978-2-8123-0516-0)